# Karl Repfennig
Karl-Heinz Repfennig (* 31. Juli 1936 in Hannover; † 22. Januar 2021 in Stadtoldendorf) war ein deutscher Maler, Graphiker und Bildhauer. Von 1989 bis 2021 lebte und arbeitete er im Flecken Bevern.

## Leben und Werdegang
Karl Repfennig wuchs in Hannover und kriegsbedingt evakuiert im Weserbergland auf. Nach einer Handwerkslehre fuhr er einige Jahre als Maschinist zur See.
Ab 1962 hielt sich Repfennig ständig in den USA auf. Er und war dort zunächst als Kaufmann für Importartikel tätig; später führte er ein Restaurant. Im Alter von 40 Jahren nahm er das Studium der Bildenden Kunst am Studium im San Francisco Art Institute und im Art Institute Santa Rosa auf.
1979 kehrte er nach Europa zurück und lebte in Hannover. 1989 gründete er sein Atelier im Kulturzentrum Schloss Bevern im Weserbergland, wo er bis zu seinem Tod lebte und arbeitete. Von 1993 bis 1998 war Repfennig Initiator und Mitbetreiber des Kunstforums Holzminden.

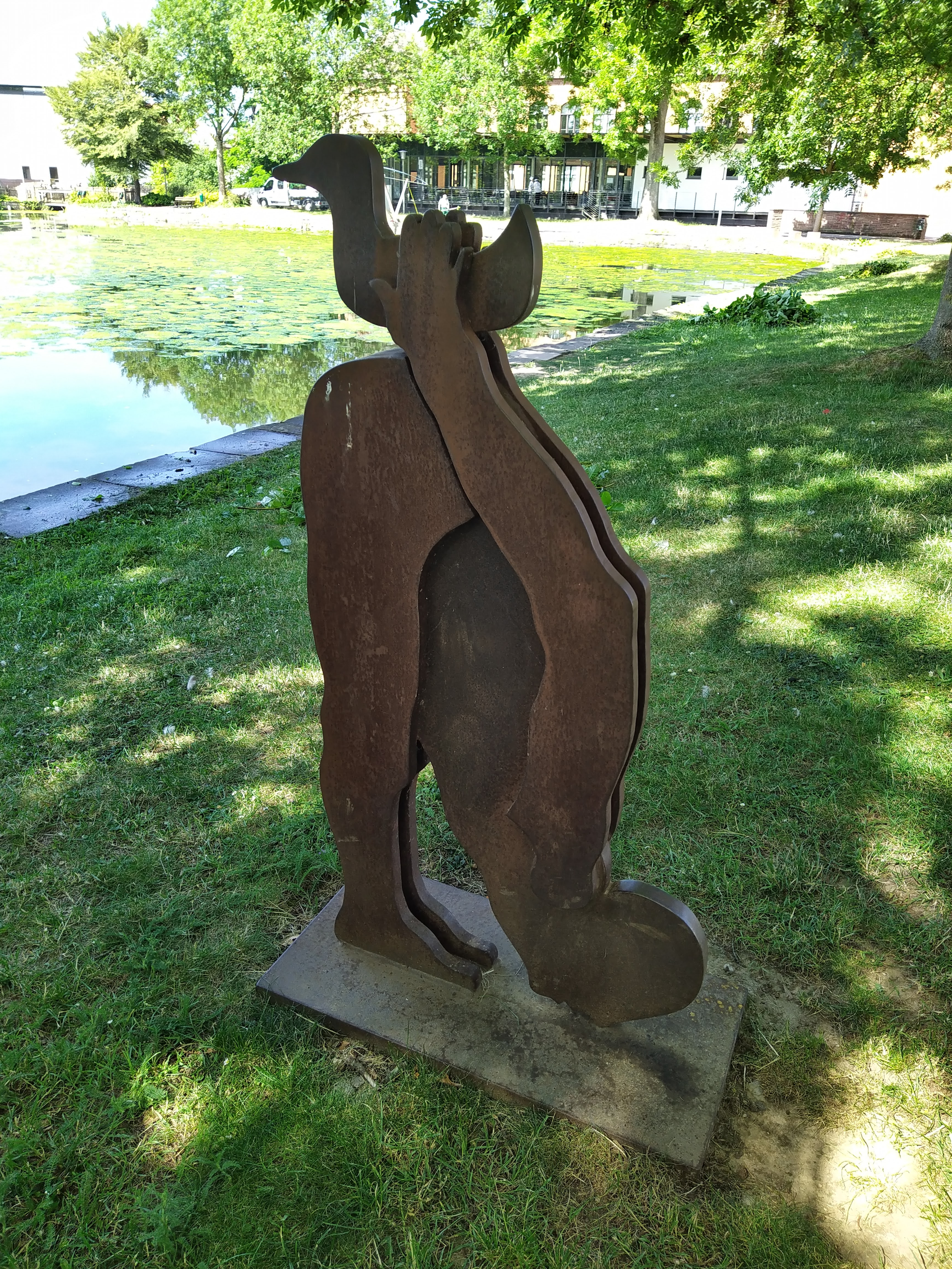
Poente von Karl Repfennig, in Holzminden

## Ausstellungen
- 2014: Art Driburg
- 2014: Historisches Rathaus Dringenberg, Malerei
- 2014: K-6 Galerie, Alfeld
- 2009: Arbeitsaufenthalt Hannover, Bilder und Zeichnungen. Leibniz-Bibliothek
- 2006: Kloster Amelungsborn, Kleinformate auf Holz
- 1999: Kunstverein Salzgitter (Katalog)
- 1991: „Karl Repfennig, Bilder 1990 – 1991“, Podium Kunst e. V. Schramberg[1]
- 1998: Salon Salder,[2] Schloss Salder, Salzgitter
- 1989: Galerie Ahlers, Göttingen
- 1987: University Santa Barbara, U.-cen. Gallery, Santa Barbara, Ca., USA
- 1986: Broadcast-Gallery, Santa Monica, Ca., USA
- 1981: Galerie Effective, Friesenstraße, Hannover

## Veröffentlichungen
- Malen mit Schwarz: Bilder von 1999 bis 2003. Text: Giso Westing. Künstlergruppe arche / STS Verlag, Hameln 2003.
- Malerei eine Sache des Kopfes. Text: Michael Stoeber. ArtFoyer/Wesertal, Hameln 1997.
- Gezeichnete Bilder. Dokumentation zur Ausstellung „Karl Repfennig 20 Jahre Atelier Schloß Bevern - Eine Retrospektive.“ Leinebergland-Druck, Alfeld 2008.
- Kunst im Tresor. Installation und Bilder. Öffentliche Versicherung, Text: Dieter Welzel. Holzminden 1997.
- Skulpturen 2002 bis 2015. Bevern 2018.
- heftig, flächig, räumlich. Text: Dörte Becker. Salzgitter 1999.